# Nonea rossica
Nonea rossica là loài thực vật có hoa trong họ Mồ hôi. Loài này được Steven mô tả khoa học đầu tiên.